# هوهر کاستن
هوهر کاستن (به لاتین: Hoher Kasten) یک کوه در سوئیس است که در کانتون اپنزل اینرهودن واقع شده‌است. هوهر کاستن ۱٬۷۹۱ متر بالاتر از سطح دریا واقع شده‌است.